# Mafuila Mavuba
Mafuila "Ricky" Mavuba Ku Mbundu (ur. 15 grudnia 1949–1997) – kongijski piłkarz występujący na pozycji napastnika. Uczestnik Mistrzostw Świata 1974.

## Kariera klubowa
Podczas MŚ 1974 reprezentował barwy klubu AS Vita Club. Z klubem z Kinszasy triumfował w Afrykańskiej Lidze Mistrzów w 1973.

## Kariera reprezentacyjna
Razem z reprezentacją Zairu Mafuila Mavuba uczestniczył w Mistrzostwach Świata 1974. Na Mundialu był rezerwowym i nie wystąpił w żadnym spotkaniu.
Kilka miesięcy wcześniej wygrał z reprezentacją Puchar Narodów Afryki 1974. Mafuila Mavuba wystąpił w obu meczach finałowych tego turnieju przeciwko reprezentacji Zambii.

## Dalsze losy
Z powodu wojny domowej Mafuila Mavuba opuścił Zair i wyemigrował do Angoli, z której trafił do Francji.
Jego syn, Rio Antonio Mavuba również został piłkarzem i występuje obecnie w Lille OSC oraz reprezentacji Francji.